# Шельнах
Шельнах (нім. Schöllnach) — громада в Німеччині, знаходиться в землі Баварія. Підпорядковується адміністративному округу Нижня Баварія. Входить до складу району Деггендорф. Центр об'єднання громад Шельнах.
Площа — 39,93 км2. Населення становить 4857 ос. (станом на 31 грудня 2020).